# Palette de Buru
Prioniturus mada
Espèce
Statut de conservation UICN

 LC  : Préoccupation mineure
Statut CITES
La Palette de Buru (Prioniturus mada) est une espèce d'oiseaux de la famille des Psittacidae endémique des forêts de l'île de Buru, dans le sud de l'archipel des Moluques. D'après Alan P. Peterson, c'est une espèce monotypique.